# Ville Wallén
Ville Wallén (ur. 20 czerwca 1976 w Helsinkach) – fiński piłkarz grający na pozycji bramkarza.

## Kariera klubowa
| Sezon    | Klub         | Kraj      | Rozgrywki     | Mecze | Bramki |
| -------- | ------------ | --------- | ------------- | ----- | ------ |
| 1996     | FC Honka     | Finlandia | Ykkönen       | 14    | 0      |
| 1997     | FC Honka     | Finlandia | Ykkönen       | 24    | 0      |
| 1998     | FC Honka     | Finlandia | Ykkönen       | 17    | 0      |
| 1999     | FC Honka     | Finlandia | Ykkönen       | 26    | 0      |
| 2000     | HJK Helsinki | Finlandia | Veikkausliiga | 1     | 0      |
| 2001     | HJK Helsinki | Finlandia | Veikkausliiga | 17    | 0      |
| 2002 (w) | FC Lahti     | Finlandia | Veikkausliiga | 8     | 0      |
| 2002 (j) | FC Jokerit   | Finlandia | Ykkönen       | 11    | 0      |
| 2003     | HJK Helsinki | Finlandia | Veikkausliiga | 1     | 0      |
| 2004 (w) | Atlantis FC  | Finlandia | Kakkonen      | 7     | 0      |
| 2004 (j) | RoPS         | Finlandia | Veikkausliiga | 18    | 0      |
| 2005     | HJK Helsinki | Finlandia | Veikkausliiga | 26    | 0      |
| 2006     | HJK Helsinki | Finlandia | Veikkausliiga | 24    | 0      |
| 2007     | HJK Helsinki | Finlandia | Veikkausliiga | 24    | 0      |
| 2008     | HJK Helsinki | Finlandia | Veikkausliiga | 26    | 0      |
| 2009     | HJK Helsinki | Finlandia | Veikkausliiga | 26    | 0      |
| 2010     | HJK Helsinki | Finlandia | Veikkausliiga | 25    | 0      |
| 2011     | HJK Helsinki | Finlandia | Veikkausliiga | 30    | 0      |